# Céleste Durancy
Magdeleine-Céleste Fieuzal, dite Mademoiselle Durancy est une actrice et cantatrice française née le 21 mai 1746 à Paris, où elle est morte le 28 décembre 1780. Elle est la fille cadette de Jean-François Fieuzal dit Durancy.

## Biographie
Elle débute à Bruxelles en 1753 dans les rôles d'enfants, puis à la Comédie-Française en 1759 à l'âge de treize ans, où elle interprète les rôles difficiles de Dorine (Tartuffe) et de Lisette (Les Folies amoureuses de Regnard). 
En 1766, à la suite de la retraite de Mademoiselle Clairon à la Comédie-Française, elle lui succède ; elle y interprète Pulchérie dans Héraclius de Corneille, Tancrède et Électre de Voltaire. Lekain reconnaît en elle « la seule actrice capable de remplacer Mademoiselle Clairon ». Voltaire la prend sous sa protection et lui confie le rôle d'Obéïde dans sa tragédie Les Scythes le 26 mars 1767 au Théâtre de la rue des Fossés Saint-Germain.
Elle se tourne ensuite vers l'Opéra où elle interprète le rôle de Cleone dans Castor et Pollux à l'Académie royale de musique au Palais-Royal, le 21 janvier 1772. Elle occupe sa place d'interprète à l'Opéra jusqu'à sa mort intervenue subitement le 28 décembre 1780 à l'âge de 34 ans.
Elle est sociétaire de la Comédie-Française en 1767 et retraitée en 1780.